# Republica
Republica var en brittisk musikgrupp som bildades 1994. Bandet hade sin storhetstid mellan 1996 och 1998 och är idag mest kända för låten Ready To Go. Musiken beskrevs av bandet själva som "techno-pop punkrock", men beskrevs av musiktidningen Melody Maker som "electronica", vilket kom att bli musikgenrens namn.

## Medlemmar
Nuvarande medlemmar
- Saffron (f. Samantha Sprackling 3 juni 1968 i Ibadan, Nigeria) – sång (1994–2001, 2008–)
- Tim Dorney (f. 30 mars 1965 i Ascot, Berkshire) – keyboard (1994–2001, 2008–)
- Johnny Male (f. 10 oktober 1963 i Windsor, Berkshire) – gitarr (1994–2001, 2008–)
- Conor Lawrence – trummor (2012–)

Tidigare medlemmar
- Alix Tiernan – slagverk (1994–1995)
- Mick Pirie - basgitarr (1994–1995)
- Andy Todd – keyboard, akustisk gitarr (1994–1997)
- Pete Riley – trummor (1998–2001)
- David Barbarossa (tidigare i Bow Wow Wow och Adam & the Ants) – trummor (1994–1997)
- Timm Hamm – basgitarr (2013–2015)
- Nigel Champion – trummor (2008–2012)

## Diskografi
Studioalbum
- Republica (1996)
- Speed Ballads (1998)

Livealbum
- Republica - Limited Edition 2 Disk Set (1998)

Samlingsalbum
- Ready To Go: The Best Of (2002)

EP
- Christiana Obey (2013)

Singlar
- "Out Of This World" (1994)
- "Bloke" (1994)
- "Holly" (1995) (promo)
- "Ready To Go" (1996)
- "Drop Dead Gorgeous" (1997)
- "From Rush Hour With Love" (1998)
- "Try Everything" (1998)
- "Ready To Go" (2007) (med Tomcraft)
- "Ready To Go 2010" (2010)